# Football Club Roskilde
Il Football Club Roskilde, meglio noto come FC Roskilde, è una società calcistica danese con sede nella città di Roskilde. Milita in 1. Division, seconda serie del campionato danese di calcio. Disputa le gare casalinghe al Roskilde Idrætspark, che ha una capacità di 6.000 posti, ed i suoi tifosi sono soprannominati "le aquile", per via dello stemma della squadra.

## Storia
Il club è stato fondato nel 2004 come fusione tra Roskilde Boldklub 1906, Svogerslev Boldklub e Himmelev-Veddelev Boldklub.
Nella stagione 2013/2014, mentre giocava nella divisione 2 (nel girone est), il Roskilde ha stabilito un nuovo record per il numero di vittorie consecutive in campionato, addirittura 20, iniziando con una vittoria casalinga per 2-0 contro la BSV il 22 settembre 2013 e si è conclusa con una vittoria per 3-1 in trasferta contro il FC Nordvest il 1 ° giugno 2014. In seguito, il 9 giugno 2014 il Roskilde perse per 3-1 in casa contro FC Nykøbing ed interruppe la striscia di risultati positivi. Al termine di questa stagione, il club ha ottenuto la promozione in prima divisione per la stagione 2014-15.
Attualmente il club milita nella 1. Division ed il miglior piazzamento è stato raggiunto al termine della stagione 2016-2017, con il 4º posto in classifica.

## Palmarès

### Competizioni nazionali
- 2. Division: 2

2007-2008, 2013-2014
- 3. Division: 1

2021-2022

## Statistiche e record

### Partecipazione ai campionati
| Livello | Categoria   | Partecipazioni | Debutto   | Ultima stagione | Totale |
| ------- | ----------- | -------------- | --------- | --------------- | ------ |
| 2º      | 1. Division | 9              | 2008-2009 | 2018-2019       | 9      |
| 3º      | 2. Division | 6              | 2004-2005 | 2013-2014       | 6      |